# Tapgol Park
Tapgol Park (koreanska: 탑골공원) är en park i Sydkorea.   Den ligger i provinsen Seoul, i den nordvästra delen av landet, i huvudstaden Seoul. Tapgol Park ligger 36 meter över havet.
Terrängen runt Tapgol Park är platt åt sydost, men åt nordväst är den kuperad. Terrängen runt Tapgol Park sluttar söderut. Runt Tapgol Park är det mycket tätbefolkat, med 10 000 invånare per kvadratkilometer. Närmaste större samhälle är Seoul, 1,0 km sydväst om Tapgol Park. Runt Tapgol Park är det i huvudsak tätbebyggt.